# Fuse (videogioco)
Fuse (precedentemente conosciuto come Overstrike) è un videogioco d'azione cooperativo a quattro giocatori per PlayStation 3 e Xbox 360 con protagonista una squadra di agenti élite chiamata Overstrike 9. Mostrato per la prima volta all'E3 2011 con un trailer in CG, è uscito a maggio 2013 negli Stati Uniti ed Europa. I quattro personaggi principali devono fermare un gruppo di terroristi che combattono contro l'umanità. La squadra Overstrike 9 fa uso di un gioco di squadra letale e di un arsenale di armi super tecnologiche per infiltrarsi e distruggere le file nemiche. Il gioco è stato sviluppato da Insomniac Games e per la prima volta il publisher non è Sony Computer Entertainment, bensì Electronic Arts.

## Personaggi
- Dalton Brooks: un mercenario riabilitato, apparentemente capo della squadra.
- Jacob Kimball: un famoso detective con un carattere difficile.
- Naya Deveraux: una ladra invisibile, la più ricercata dall'Interpol.
- Isabel "Izzy" Sinclair: una geniale scienziata molto giovane.